# Епископски дворец (Ивреа)
Епископският дворец (на итал. Palazzo del Vescovado) е историческа сграда в град Ивреа, Пиемонт, Северна Италия.

## История
Не е известна точната дата на строежа на Епископския дворец, но той е доста стар. Сградата се оформя през вековете чрез последователни работи на разширяване, обновяване и напластяване. Въпреки че е възможно да се разпознаят структури, датиращи от римско време (като в основите), ядрото на сградата датира от Средновековието, вероятно родено като крепост, както се вижда от внушителната ѝ кула, датираща от 15 век.

## Описание
През 10 век той е седалище на епископ Вармонд Арборийски. 
Към 2023 г. сградата представлява група сгради с различна форма и от различни епохи, променяни и допълвани през вековете. Има архитектурни особености, които могат да бъдат съотнесени към Средновековието, като напр. Епископската кула, вградена в покрива и издигаща се на няколко метра над него, която се характеризира със забележителна теракотна украса.
Сградата стои на върха на хълма, който заема историческия център на Ивреа, на много кратко разстояние от замъка и катедралата, с които е пряко свързана с покрита пътека. Особено артикулираният комплекс се състои от различни сгради. Неговата кула, чиято по-голяма част се откроява над историческия център на града, запазва увенчаване с теракотени декорации и бойници тип лястовича опашка. Кулата също има ниски тесни отвори и особено дебели стени. Вътре в сградата има двор, в който се съхраняват римски надгробни паметници. Комплексът е завършен от терасирана градина, някога използвана като овощна градина.

### Представителна зала
На четирите стени на голямата Представителна зала (старинна тронна зала) в центъра на благородническия етаж на двореца има стенописи от 18 век с територията на епархията, на които Ивреа е представена под закрилата на покровителите Св. Тегул, Св. Бес и Св. Савин, и на възнеслата се на небето Света Дева Мария. Те са покрити от неоготическа украса през 1879 г. и са извадени на бял свят при реставрация в нач. на 90-те год. на 20 век. Творбите, поръчани от епископ Микеле Виторио Де Вила, са образно описание на посетените от него територии между 1742 и 1752 г. и представляват документ от изключителен интерес за географията на Канавезе от 18 век. Внимателното проучване на изображенията определя като техен автор художника Лука Росети да Орта. Представянето на територията не се основава на точен картографски модел, но предлага изобразително тълкуване: естествената красота на Канавезе е фон на изображения главно на енорийски църкви и на други важни духовни центрове. Заедно с тях са представени и градове като Ивреа, Кивасо и Ривароло Канавезе вътре в крепостните стени. Местата са придружени от идентификационен надпис.
В залата се е влизало през врата в края на северната стена, живописно рамкирана от фалшива стенописна архитектура, видима и до днес, макар че е зазидана и заменена от врата наблизо. Залата има кесонен таван и в горната ѝ част се намира галерия с портрети на епископите, управлявали епархията.